# Clemens Lammers

Clemens Lammers

Clemens Lammers (* 16. September 1882 in Peterswaldau, Schlesien; † 25. April 1957 in Berlin) war ein deutscher Verbandsfunktionär, Politiker, Industrie- und Kartelllobbyist.
Er war ein Bruder des Politikers Aloys Lammers.

## Ausbildung und Berufsstart
Nach dem Besuch des Prinz-Heinrich-Gymnasiums in Berlin und des Königlichen Gymnasiums in Heiligenstadt studierte Lammers Rechte und Volkswirtschaft in Berlin. Er war seit seiner Studentenzeit Mitglied der katholischen Studentenverbindung K.St.V. Askania-Burgundia Berlin im KV. Von 1906 bis 1911 war er als Referendar an einem Berliner Gericht tätig. Nach dem 2. Staatsexamen trat Lammers in die Leitung industrieller Verbände in Düsseldorf ein – Verbände, die zeittypisch Kartelle darstellten oder mit Kartellen einiges zu tun hatten.

## Militärzeit und Weltkrieg
Nachdem Lammers 1906/07 dem Königin Augusta Garde-Grenadier-Regiment Nr. 4 angehört hatte, nahm er als Reserveoffizier am Ersten Weltkrieg teil. Nachdem er in der Marneschlacht verwundet wurde, erhielt Lammers im Oktober 1914 das Eiserne Kreuz I. Klasse. Nach einer weiteren Verwundung im Dezember 1914 vor Ypern verbrachte er das Jahr 1915 in Lazaretten in Düsseldorf und Berlin. 1917 schied er aus der Armee aus, als er zur Leitung des Papiermacher-Kriegsausschusses, einem ‚Kriegskartell‘, nach Berlin berufen wurde.

## Berater, Funktionär, Politiker und Lobbyist
Nach dem Weltkriegsende verdiente Lammers seinen Lebensunterhalt als Berater industrieller Unternehmen und Organisationen in wirtschaftlichen und rechtlichen Fragen. 1922 wurde er in das Präsidium und in den Vorstand des Reichsverbandes der deutschen Industrie (RdI) gewählt. Ferner war er Aufsichtsratsmitglied der IG Farben AG und Mitglied des Direktoriums der Disconto-Gesellschaft und der Bank für deutsche Industrie-Obligationen. Im Kalle-Kreis betrieb er politische Lobbyarbeit und Parteienfinanzierung für die IG Farben.
Politisch betätigte Lammers sich in der katholischen Zentrumspartei, für die er von 1924 bis 1929 als Abgeordneter im Reichstag saß. 1927 nahm er als deutscher Delegierter an der Weltwirtschaftskonferenz des Völkerbunds teil. Bereits vorher, 1926/27, gehörte er dem diesbezüglichen ‚Comité préparatoire‘ wie auch dem  deutschen Enquete-Ausschuss zur Weltwirtschaftskonferenz als Vorsitzender an. 1928 wurde er Mitglied des ‚Comité Consultatif Economique‘, das innerhalb des Völkerbunds neu gegründet worden war, um das ‚Comité Economique‘ (darin 10-12 Staatsvertreter) zu beraten. Der neue Ausschuss bestand aus 49 Vertretern gesellschaftlicher Interessen. Lammers war das deutsche Mitglied unter den zehn vorgesehenen Industrie-Lobbyisten.

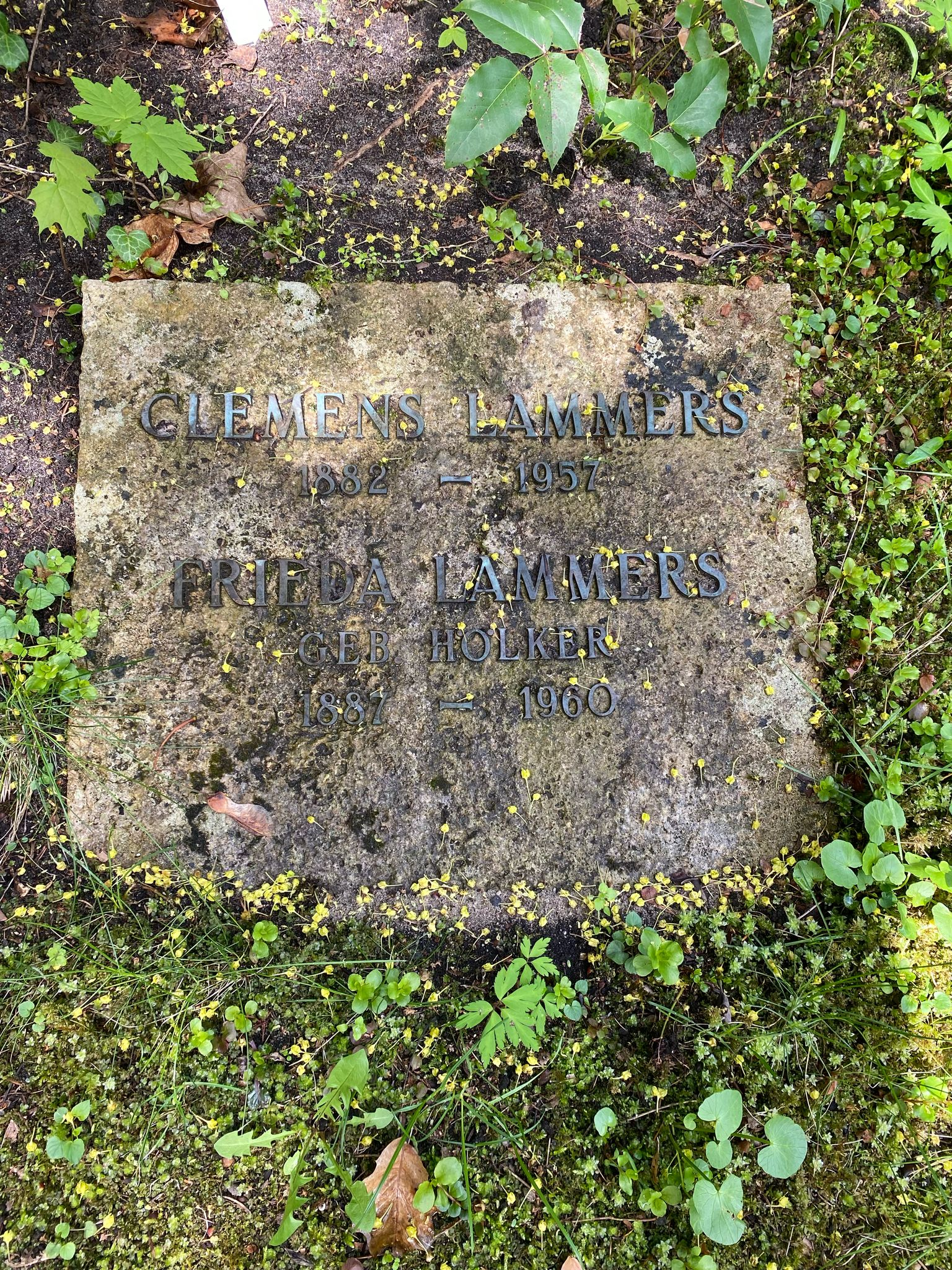
Kissenstein in der Familiengrabstätte auf dem Friedhof Heerstraße

Lammers vertrat seit der Vorbereitung der Weltwirtschaftskonferenz 1926 bis zum Abschluss nachlaufender Arbeiten 1931 die industrie- und unternehmerfreundliche Position einer von Staats wegen ungehinderten Kartellierung. Er trat ein für eine „internationale Rationalisierung“, worunter er eine wirtschaftliche Strukturverbesserung unter dem schützenden Dach internationaler industrieller Absprachen verstand. Staatliche Eingriffe auf nationale wie internationale Kartelle wollte er auf ein Minimum reduziert sehen; eine überstaatliche Kontrollbehörde, die besonders von französischen Experten angedacht wurde, lehnte er ab. Lammers und Mitstreiter isolierten 1930 erfolgreich ein hochkarätiges internationales Juristenteam, das in einer Auftragsstudie für das ‚Comité Economique‘ deutlich auf Missbrauchsgefahren durch Kartelle (etwa Preissteigerungen) hingewiesen hatte. Lammers Lobbyismus war für sich gesehen erfolgreich: von Seiten des Völkerbunds wurden internationale Kartelle nur beobachtet, nicht gegängelt. Allerdings nahm in den 1930er Jahren die Kartellkontrolle innerhalb vieler Nationalstaaten massiv zu; sie wurden Instrumenten nationaler Wirtschaftssteuerung.
Clemens Lammers gehörte 1933 zu den Gründungsmitgliedern der nationalsozialistischen Akademie für Deutsches Recht Hans Franks.
Im Dritten Reich war Lammers politisch missliebig; er verlor seine Verbands- und Lobbyfunktionen. Die mehr etatistisch orientierten Gegenspieler Lammers‘ – etwa der von ihm 1930 im Wirtschaftskomitee des Völkerbunds marginalisierte Kartelljurist Siegfried Tschierschky – konnten im nationalsozialistischen Wirtschaftsapparat ihre Funktionen behalten oder sogar weiter aufsteigen. Nach 1945 saß Lammers bis zu seinem Tod erneut in verschiedenen Aufsichtsräten.
Seine letzte Ruhestätte erhielt Clemens Lammert in der Familiengrabstätte auf dem Friedhof Heerstraße.

## Schriften
- Zur Physiologie des Verbandslebens. In: Festschrift zum 50jährigen Jubiläum des Vereines Deutscher Papierfabrikanten 1872-1922. Berlin 1922, S. 243–250.
- Wirtschaft und Kultur, Berlin 1924.
- Kartellgesetzgebung des Auslandes, Berlin 1927 (auch in englischer und französischer Übersetzung).
- Verlauf und Ergebnis der Internationalen Wirtschaftskonferenz des Völkerbundes zu Genf (vom 4. bis 23. Mai 1927), Berlin 1927. (auch englische und französische Ausgabe)
- Internationale Industrie-Kartelle Eine wirtschaftspolitische Studie, vorbereitet für den Wirtschaftsausschuss des Völkerbundes. Zusammen mit: Benni, Antonio S.; Marlio, Louis; Meyer, Aloys. Berlin 1930 (= ergänzte Übersetzung der vorangegangenen englischen und französischen Ausgabe).
- Autarkie, Planwirtschaft und berufsständischer Staat?, Berlin 1932.
- Allgemeiner Bericht über die wirtschaftlichen Seiten der internationalen Industrie-Kartelle, vorbereitet für den Wirtschaftsausschuss des Völkerbundes. Zusammen mit: Benni, Antonio S.; Marlio, Louis; Meyer, Aloys. Berlin 1932 (= ergänzte Übersetzung der vorangegangenen englischen und französischen Ausgabe).